# Chrapanów
Chrapanów – wieś w Polsce położona w województwie świętokrzyskim, w powiecie sandomierskim, w gminie Zawichost.
W latach 1975–1998 miejscowość administracyjnie należała do województwa tarnobrzeskiego.
Przez miejscowość przebiega droga wojewódzka nr 755.

## Dawne części wsi – obiekty fizjograficzne
W latach 70. XX wieku przyporządkowano i opracowano spis lokalnych części integralnych dla Chrapanowa zawarty w tabeli 1.

| Nazwa wsi – miasta           | Nazwy części wsi – miasta | Nazwy obiektów fizjograficznych – charakter obiektu |
| ---------------------------- | ------------------------- | --- |
| I. Gromada CZYŻÓW SZLACHECKI |                           | |
| 1. Chrapanów                 | 1. Zaskale                | 1. Bobówki – pola 2. Doły – pola 3. Górki – pola 4. Krzaki – pola 5. Las Chrapanowski – las 6. Niwki – pola 7. Olszowiec – las 8. Pod Miłowem – pola 9. Pod Porębą – las 10. Poręba – las 11. Rów Główny – rów melioracyjny 12. Zaskale – pola |